# Cortes de Arenoso
Cortes de Arenoso, en castillan et officiellement (Cortes d'Arenós en valencien), est une commune d'Espagne de la province de Castellón dans la Communauté valencienne. Elle est située dans la comarque de l'Alto Mijares et dans la zone à prédominance linguistique castillane.

## Géographie

Localisation de Cortes de Arenoso
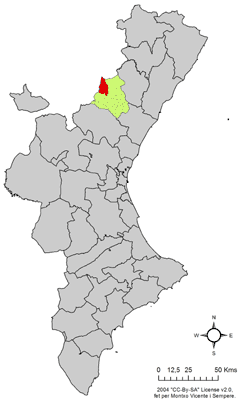
dans la Communauté valencienne.
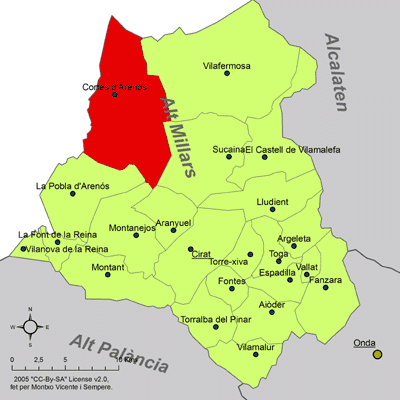
dans la comarque de Alto Mijares.